# USS Saipan (LHA-2)
USS Saipan (LHA-2) byla vrtulníková výsadková loď Námořnictva Spojených států amerických, která sloužila od roku 1977 do roku 2007. Byla to druhá jednotka třídy Tarawa.

## Stavba
Kýl lodi byl položen 21. července 1972 v loděnici Ingalls Shipbuilding ve státě Mississippi. Saipan byla spuštěna na vodu 20. července 1974 a slavnostně uvedena do služby byla dne 15. října 1977. Prvním velitelem lodi byl kapitán Fred W. Jr. Johnston.

## Služba
Saipan ze zúčastnila v letech 1991 a 1992 války v Perském zálivu, roku 1998 války v Jugoslávii, v roce 2003 války v Iráku. V roce 1999 loď sloužila také jako testovací platforma pro konvertoplán Bell Boeing V-22 Osprey.

## Letadla a vrtulníky

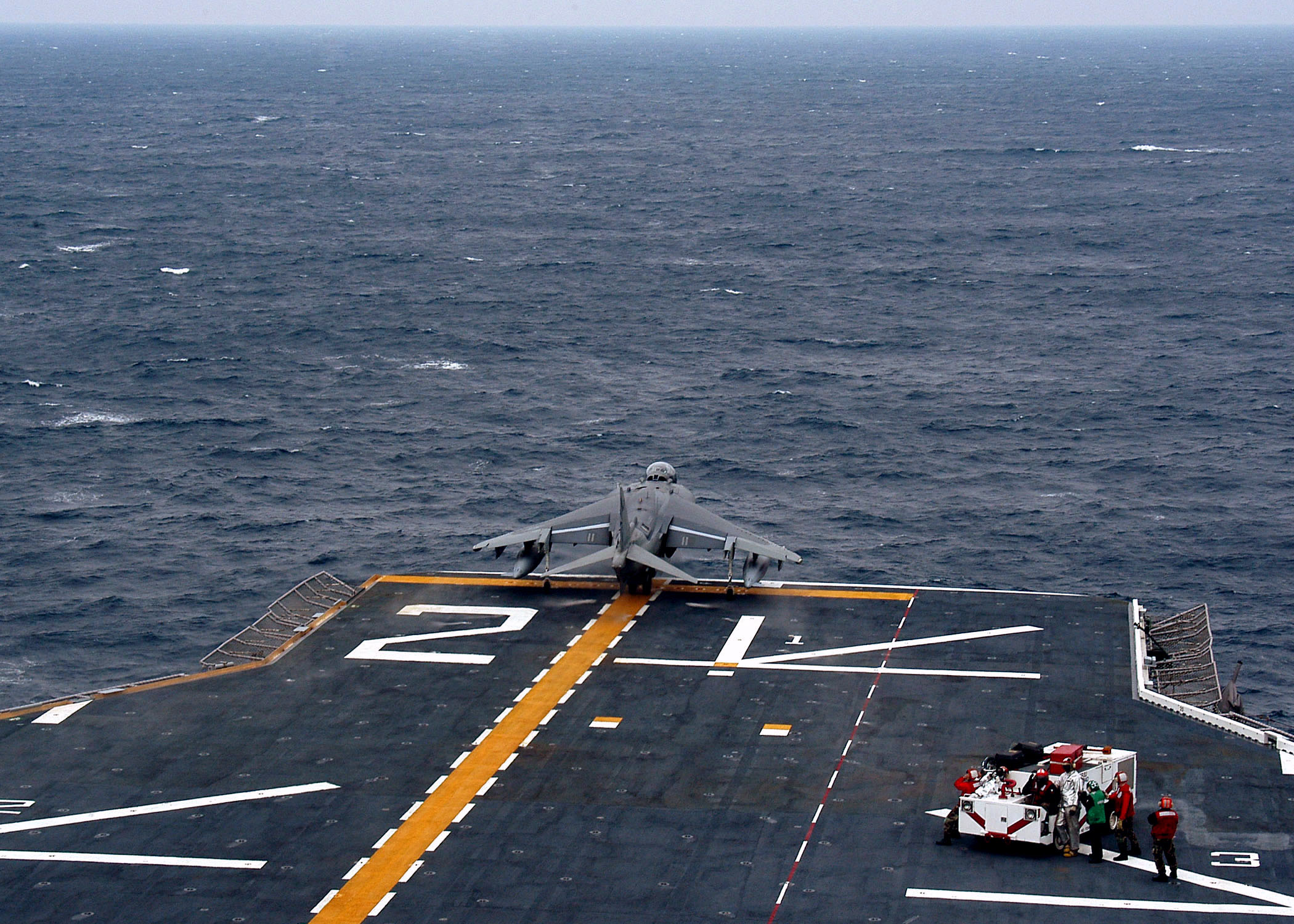
Bitevní letoun AV-8B vzlétá z paluby lodi USS Saipan

Saipan disponovala osmi palubními bitevními letouny V/STOL McDonnell Douglas AV-8B Harrier II a třiceti pěti vrtulníky - Boeing CH-46 Sea Knight, Sikorsky CH-53 Sea Stallion, Bell UH-1 Iroquois, Bell AH-1 Cobra a Sikorsky SH-60 Seahawk.